# Linia kolejowa nr 72
Linia kolejowa nr 72 Zawada – Hrubieszów Miasto – linia kolejowa w województwie lubelskim.
Jest czynna dla transportu towarowego i pasażerskiego na całej długości (na odcinku Zamość – Hrubieszów Miasto w latach 2004–2017 była nieczynna dla ruchu pasażerskiego).
W ramach Kolej+ planowana jest modernizacja i elektryfikacja linii kolejowej nr 72 na odcinku Zawada - Zamość Szopinek wraz z budową łącznicy w Zawadzie mająca umożliwić bezpośrednie kursowanie pociągów w stronę Rejowca bez konieczności zmiany obiegu. 8 listopada 2022 roku podpisano umowę na wykonanie prac.

## Historia
Linia ta została zbudowana w trakcie I wojny światowej przez wojska państw centralnych. Jej odcinki były otwierane w następujących latach:
- styczeń 1916 – Zawada – Zamość,
- sierpień 1917 – Zamość – Werbkowice,
- październik 1917 – Werbkowice – Hrubieszów,
- styczeń 1918 – Hrubieszów – Włodzimierz Wołyński (obecnie częściowo na terenie Ukrainy),
- ? 1916/1917 – Włodzimierz Wołyński – Wojnica (obecnie na terenie Ukrainy, po II wojnie światowej rozebrana),
- 2015 – otwarcie 2 nowych przystanków Zamość Starówka i Zamość Wschód[6],
- 2016 – otwarcie nowej stacji technicznej Zamość Szopinek,
- listopad 2016 – zakończono budowę nowego przystanku Mokre[7].

## Maksymalne prędkości
| kilometraż                                        | kilometraż | pociągi pasażerskie                           | autobusy szynowe i EZT                        | pociągi towarowe                              |
| od                                                | do         | Tor nieparzysty (kierunek: Hrubieszów Miasto) | Tor nieparzysty (kierunek: Hrubieszów Miasto) | Tor nieparzysty (kierunek: Hrubieszów Miasto) |
| 0,423                                             | 12,793     | 60                                            | 60                                            | 40                                            |
| 12,793                                            | 62,287     | 80                                            | 80                                            | 60                                            |
| Nie zawiera ograniczeń z Wykazu Ostrzeżeń Stałych |            |                                               |                                               |                                               |